# Celebrated Summer
Celebrated Summer – czwarty singel zespołu Hüsker Dü. Został wydany w grudniu 1984 roku przez wytwórnię SST Records. Materiał nagrano w lipcu 1984 w Nicollet Studios (Minneapolis). Singel promował album New Day Rising.

## Lista utworów
1. "Celebrated Summer" (B. Mould) – 3:59
2. "New Day Rising" (B. Mould, Hüsker Dü) – 2:31

## Skład
- Bob Mould – śpiew, gitara
- Greg Norton – gitara basowa, śpiew
- Grant Hart – śpiew, perkusja

produkcja
- Hüsker Dü – producent
- Spot – inżynier dźwięku, producent
- Steve Fjelstad – inżynier dźwięku